# Baeggu jezik
Baeggu jezik (ISO 639-3: bvd; baegu, mbaenggu), malajsko-polinezijski jezik na sjeveru otoka Malaita u Solomonskim otocima, kojim govori oko 5 900 ljudi (1999 SIL).
Zajedno s još osam drugih jezika čini sjevernomalaitsku podskupinu. Baelelea [bvc] i Baegu prilično su razumljivi jezicima to’abaita [mlu] i lau [llu].

## Vanjske poveznice
- Ethnologue (14th)
- Ethnologue (15th)